# 빌 밀너
빌 밀너(Bill Milner, 1995년 3월 4일 ~ )는 잉글랜드의 배우이다.

## 출연 작품
- 복수의 사도 (2018)
- 더 로저스 (2017)
- 아이보이 (2017)
- 앤트로포이드 (2016)
- 윈터 (2015)
- 하트 오브 노웨어 (2013)
- 로크 (2013)
- 브로큰 (2012)
- 아이,애나 (2012)
- 엑스맨: 퍼스트 클래스 (2011)
- 디스코 (2010)
- 섹스 앤 드러그 앤 로큰롤 (2010)
- 믹스테이프 (2009)
- 스켈리그 (2009)
- 이즈 애니바디 데어? (2008)
- 마이 보이 잭 (2007)
- 나의 판타스틱 데뷔작 (2007)